# Maria Larsson (Eishockeyspielerin)
Maria Larsson (* 18. Februar 1979 in Haninge, Schweden) ist eine ehemalige schwedische Eishockeyspielerin, die auf Vereinsebene für den AIK Solna und Mälarhöjden/Bredäng Hockey spielte. Mit der schwedischen Nationalmannschaft gewann sie 2002 die Bronzemedaille bei den Olympischen Winterspielen.

## Karriere
Maria Larrson begann ihre Karriere beim Västerhaninge IF. 1998 wechselte sie zu Mälarhöjden/Bredäng Hockey, mit dem sie 1999 schwedischer Meister wurde. Nach diesem Erfolg wechselte sie zum Hauptstadtclub AIK Ishockey, für den sie bis 2001 aktiv war, Anschließend kehrte sie zu ihrem Heimatverein zurück. Zwischen 2003 und 2006 war sie erneut für Mälarhöjden/Bredäng aktiv und gewann dabei zwei weitere schwedische Meisterschaften.
In der Saison 2010/11 war Larsson Co-Trainerin der ersten Mannschaft der Segeltorps IF und gewann mit dem Team 2011 die nationalen Meisterschaften. In der Saison 2011/12 war sie der Trainer der U18-Auswahl von Ost-Schweden.

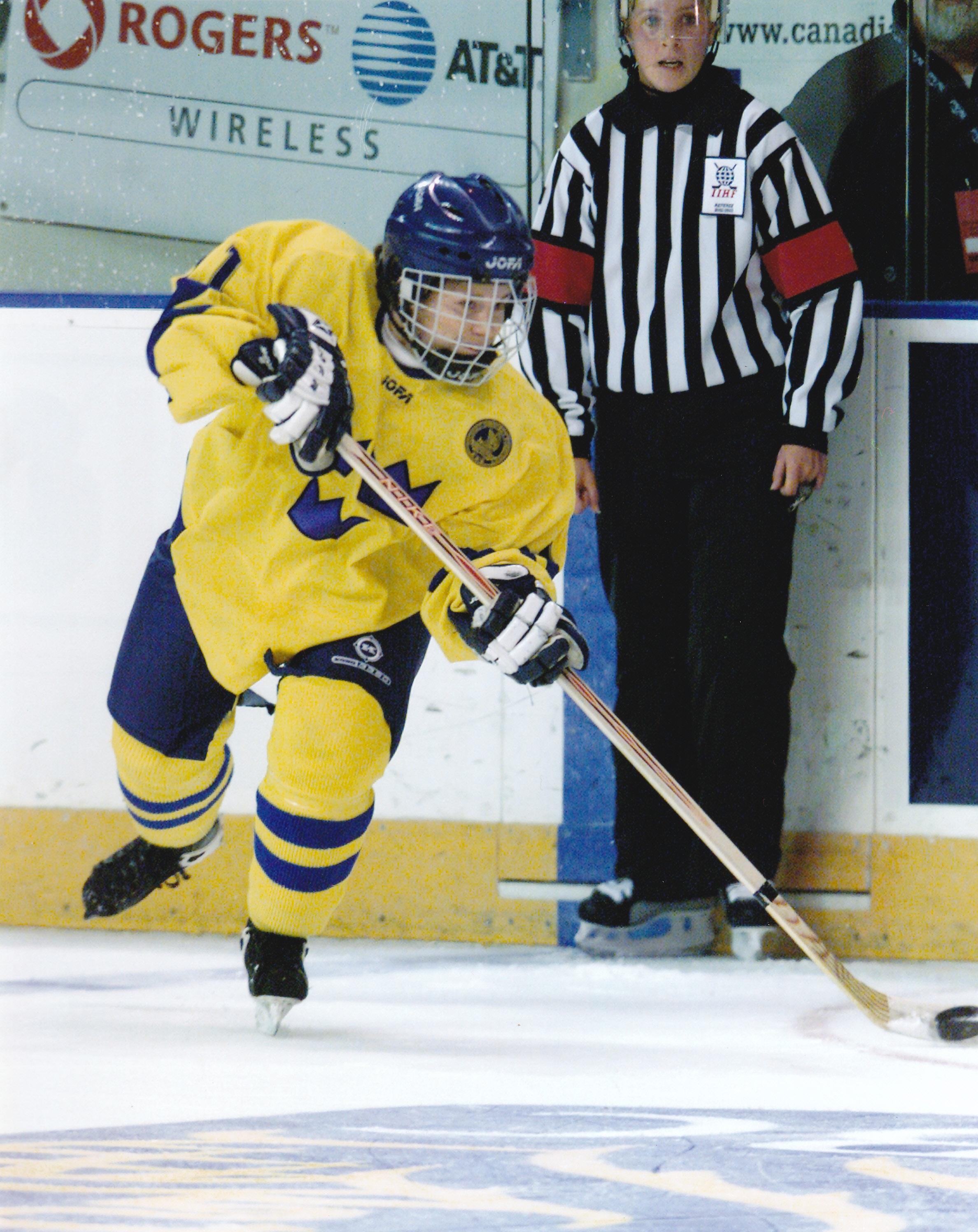
Maria Larsson im Trikot der schwedischen Frauen-Nationalmannschaft

1998 debütierte Larsson für die schwedische Frauen-Nationalmannschaft und nahm in der Folge an den Weltmeisterschaften 1999, 2001 und 2004 teil. Bei den Olympischen Winterspielen 2002 in Salt Lake City gewann sie die Bronzemedaille im olympischen Eishockeyturnier. Insgesamt absolvierte Larsson zwischen 1998 und 2006 106 Länderspiele für Schweden.

## Erfolge und Auszeichnungen
- 1997 Schwedischer Vizemeister mit Västerhaninge IF
- 1998 Schwedischer Vizemeister mit FoC Farsta
- 1999 Schwedischer Meister mit M/B Hockey
- 2000 Schwedischer Vizemeister mit AIK Ishockey
- 2001 Schwedischer Vizemeister mit AIK Ishockey
- 2002 Bronzemedaille bei den Olympischen Winterspielen
- 2005 Schwedischer Meister mit M/B Hockey
- 2006 Schwedischer Meister mit M/B Hockey
- 2011 Schwedischer Meister mit Segeltorps IF (als Assistenztrainerin)

## Statistik
(Legende zur Spielerstatistik: Sp oder GP = absolvierte Spiele; T oder G = erzielte Tore; V oder A = erzielte Assists; Pkt oder Pts = erzielte Scorerpunkte; SM oder PIM = erhaltene Strafminuten; +/− = Plus/Minus-Bilanz; PP = erzielte Überzahltore; SH = erzielte Unterzahltore; GW = erzielte Siegtore; 1 Play-downs/Relegation; Kursiv: Statistik nicht vollständig)